# ドイチェ・フースバルマイスターシャフト1920-1921
ドイチェ・フースバルマイスターシャフト 1920-1921 はドイツサッカー協会によって開催された第14回目のクラブチーム全国大会である。1.FCニュルンベルクが連覇を飾り、2回目のドイチャー・フースバルマイスターの座に就いた。

## 概要
史上初のドイチェマイスターシャフト連覇・ドイツ王座防衛に成功したニュルンベルクは、初優勝した昨年度大会を上回る圧倒的な強さを見せた。DFBからは「イングランドのトップレベルのクラブの風格を漂わす」と称賛され、他のクラブにとっては「この世のチームとは思えない」ほどに、別格の存在だった。イングランドのプロと何度も親善試合を行って技術・戦術を鍛え、優れた外国人選手・指導者を招聘し、第一次大戦で犠牲になった選手も少なかったニュルンベルクは、この黄金期にサッカーをドイツの国民的スポーツに押し上げた。
北部からは、のちにドイツ有数の名門となるハンブルガーSVが初出場した。約一年前の1919年6月1日にSCゲルマニア・ハンブルク、ハンブルガーFC、FCファルケ06の合併により誕生したばかりのクラブであり、北部王者として臨んだ初の全国大会は厳しい結果に終わった。
北東部王者VfBケーニヒスベルクは今大会に出場できなかった。彼らは確かにバルティッシェ・フースバルマイスターシャフト1920-1921王者として記録されてはいるが、決勝リーグ一位のシュテッティナーSCが出場権を獲得したからである。直接対決でケーニヒスベルクが2－1で延長勝ちしたが、これが「1－1の引き分け」と見做された為、勝ち点1差でシュテッティナーが決勝リーグ一位・北東部王者となり、そのままDM出場権を獲得。その後、これに不満を持ったケーニヒスベルクの抗議で約一年後の1922年5月7日に優勝決定戦が行われ、ケーニヒスベルクが勝利・優勝した、という経緯がある。
今年も労働者体操・スポーツ協会 (ATSB) と、ドイツ青年活力がドイチェ・フースバルマイスターシャフトを開催した。前者はVfLライプツィヒ＝シュテッテリッツ、後者はDJKカテルンベルクが優勝した。

## 出場クラブ[2]
| クラブ                                | 出場資格                                                             |
| シュテッティナーSC                    | バルティッシェ・フースバルマイスターシャフト1920-1921準優勝          |
| フェアアイニヒテ・ブレスラオアーSpfr. | ズュートオストドイチェ・フースバルマイスターシャフト1920-1921優勝    |
| フォアヴェルツ90ベルリン              | ベルリナー・フースバルマイスターシャフト1920-1921優勝                |
| ハレシャーFCヴァッカー                | ミッテルドイチェ・フースバルマイスターシャフト1920-1921優勝          |
| ハンブルガーSV                        | ノルトドイチェ・フースバルマイスターシャフト1920-1921優勝            |
| デュイスブルガーSpV                   | ヴェストドイチェ・フースバルマイスターシャフト1920-1921優勝          |
| 1.FCニュルンベルク                    | ズュートドイチェ・フースバルマイスターシャフト1920-1921優勝/前回王者 |

## 準々決勝
- 開催日：1921年5月22日
- 会場：Borussia-Platz am Kalkweg (デュイスブルク)、シュポルトパルク・グリューナイヒェ (ブレスラウ)、ティタニア=プラッツ・ドイッチャー・ベルク (シュテッティン)

| チーム #1                             | スコア | チーム #2                |
| ------------------------------------- | ------ | ------------------------ |
| デュイスブルガーSpV                   | 2–1    | ハンブルガーSV           |
| フェアアイニヒテ・ブレスラオアーSpfr. | 1–2    | ハレシャーFCヴァッカー   |
| シュテッティナーSC                    | 1–2    | フォアヴェルツ90ベルリン |

- 前回王者1.FCニュルンベルクは準々決勝にシードされた。

## 準決勝
- 開催日：1922年5月29日
- 会場：SV 1898-Platz an der Merseburger Str. (ハレ・アン・デア・ザーレ)、Schebera-Platz am Gesundbrunnen (ベルリン)

| チーム #1                | スコア | チーム #2           |
| ------------------------ | ------ | ------------------- |
| ハレシャーFCヴァッカー   | 1–5    | 1.FCニュルンベルク  |
| フォアヴェルツ90ベルリン | 2–1    | デュイスブルガーSpV |

## 決勝
| 1.FCニュルンベルク                   | 5 - 0    | フォアヴェルツ90ベルリン |
| ------------------------------------ | -------- | ------------------------ |
| ポップ 13分, 76分, 87分 · トゥレーク | レポート |                          |

| 1. FCニュルンベルク |  |                                             |  |
|                     |  |                                             |  |
|                     |  | ハインリヒ・シュトゥールファウト            |  |
|                     |  | アントン・クーグラー                        |  |
|                     |  | ミヒャエル・グリューナーヴァルト            |  |
|                     |  | グスタフ・バルク                            |  |
|                     |  | カール・リーゲル                            |  |
|                     |  | ハンス・カルプ                              |  |
|                     |  | ハインリヒ・トゥレーク                      |  |
|                     |  | ハンス・ズートア                            |  |
|                     |  | ヴォルフガン・シュトローベル (サッカー選手) |  |
|                     |  | ルイトポルト・ポップ                        |  |
|                     |  | ヴィリー・ベース                            |  |
| 監督                |  |                                             |  |
|                     |  |                                             |  |

| フォアヴェルツ90ベルリン |  |                                                     |  |
|                          |  |                                                     |  |
|                          |  | アルバート・ヴェーバー (1888年生まれのサッカー選手) |  |
|                          |  | ヴァルター・プロープスト (サッカー選手・一世)       |  |
|                          |  | ヴァルター・フリッチェ                              |  |
|                          |  | A・ロートケール                                     |  |
|                          |  | ヴィリー・プルス                                    |  |
|                          |  | カール・ヒュッティヒ                                |  |
|                          |  | カール・ヴォルター                                  |  |
|                          |  | ゲオーク・シューマン (サッカー選手)                 |  |
|                          |  | ヘアマン・パウル (サッカー選手・一世)               |  |
|                          |  | エーリヒ・クレッチュマン (サッカー選手)             |  |
|                          |  | ヴィルヘルム・ホフマン (サッカー選手)               |  |
| 監督                     |  |                                                     |  |
|                          |  |                                                     |  |

|  |  |

## 得点ランキング[8]
| 選手 | 選手                                  | クラブ              | 試合数 | 得点数 |
| ---- | ------------------------------------- | ------------------- | ------ | ------ |
| 1.   | ルイトポルト・ポップ                  | 1. FCニュルンベルク | 2      | 5      |
| 2.   | ハインリヒ・トレーク                  | 1. FCニュルンベルク | 2      | 3      |
| 3.   | ヴィルヘルム・ホフマン (サッカー選手) | BFCフォアヴェルツ90 | 3      | 3      |
| 4.   | レオ・フィーデラー                    | デュイスブルガーSpV | 2      | 2      |